# Jürgen Kurt Moser
Jürgen Kurt Moser (Königsberg, 4 luglio 1928 – Zurigo, 17 dicembre 1999) è stato un matematico tedesco, che si è occupato soprattutto di equazioni differenziali e della teoria dei sistemi dinamici.

## Biografia
Suo padre era un neurologo di Königsberg. Nel 1943 Moser quindicenne fu costretto ad arruolarsi come molti altri studenti della sua età. Dopo la guerra, la famiglia Moser visse profuga nel Meclemburgo; Jürgen riuscì comunque ad immatricolarsi nel 1947 presso l'Università di Gottinga. Fra i suoi insegnanti ci furono Franz Rellich, col quale conseguì il dottorato nel 1952, e Carl Ludwig Siegel, del quale divenne assistente e col quale in seguito scrisse un libro (Lezioni di Meccanica celeste). Nel 1953/4 ottenne la borsa di studio Fulbright e trascorse un anno alla New York University; nel 1955 vi si trasferì definitivamente  lavorando presso il Courant Institute of Mathematical Sciences con Richard Courant, anch'egli tedesco emigrato negli Stati Uniti. A partire dal 1957 si trasferì al Massachusetts Institute of Technology; nel 1960 divenne Professore al Courant Institute e poi  direttore dell'istituto stesso dal 1967 al 1970. Nel 1980 si trasferì all'Istituto di ricerca della ETH di Zurigo e ne divenne direttore dal 1984 al 1995; in quello stesso anno fu nominato professore emerito. Morì di cancro nel 1999.
Moser fu un appassionato violoncellista. Sua moglie Gertrude, che conobbe a New York e dalla quale ebbe due figlie, era la figlia di Richard Courant.
Moser è molto noto per la sua collaborazione con Andrei Kolmogorov e Vladimir Arnol'd all'elaborazione del Teorema di Kolmogorov-Arnold-Moser, che ha origine dal problema classico del moto dei sistemi di n corpi della meccanica celeste. L'importanza del teorema risiede nel fatto di garantire l'esistenza di tori invarianti nello spazio di fase, nei quali i corpi soggetti a piccole perturbazioni si muovono in moto quasi-periodico. Moser vanta ulteriori importanti collaborazioni, in particolare con John Nash per la teoria delle equazioni differenziali alle derivate parziali, e per la teoria dei sistemi integrabili.

## Riconoscimenti
Moser è stato Presidente dell'Unione Matematica Internazionale dal 1983 al 1986. Ha ottenuto nel 1968 il primo Premio George D. Birkhoff per la matematica applicata, nel 1984 la medaglia Brouwer, nel 1992 la medaglia Cantor, nel 1995 il Premio Wolf per la matematica. Nel 1973 è stato membro della National Academy of Sciences degli Stati Uniti. Inoltre Moser partecipò attivamente alla costituzione del Max Planck Institut per la matematica applicata di Lipsia.